# A Young Doctor’s Notebook
A Young Doctor’s Notebook (in der zweiten Staffel A Young Doctor’s Notebook & Other Stories genannt) ist eine britische Fernsehserie des Senders Sky Arts, die von 2012 bis 2013 ausgestrahlt wurde und auf der autobiografisch gefärbten Kurzgeschichtensammlung Aufzeichnungen eines jungen Arztes (in der englischen Übersetzung: A Young Doctor's Notebook) des russischen Autors Michail Bulgakow basiert. Die Serie spielt im Jahr 1917 kurz vor der russischen Revolution und handelt von dem Arzt Vladimir Bomgard (Daniel Radcliffe), der in die Provinz geschickt wird und dort unter dem kritischen Blick seines älteren Ichs (Jon Hamm) den Alltag bewältigen muss.

## Handlung
1917: Der junge Doktor Vladimir Bomgard wird nach abgeschlossenem Studium der Medizin an der Universität von Moskau in ein kleines Dorf, in dessen Umkreis er der einzige Arzt ist, geschickt, um das dortige Krankenhaus zu leiten. Sein Problem ist jedoch, dass er sich all sein Wissen aus Büchern angeeignet hat, allerdings nun mit der harten Realität konfrontiert wird. Des Weiteren muss der junge Doktor gegen seine Morphiumsucht ankämpfen. Diese ganzen Situationen muss er unter der Aufsicht seines 17 Jahre älteren Ichs bewältigen, der in einer Nebenhandlung im Jahr 1934 von einem bolschewistischen Soldaten ins Kreuzverhör genommen wird.
In der zweiten Staffel muss Bomgard und sein Krankenhauspersonal im Jahr 1918 verletzte Soldaten beider Parteien des Russischen Bürgerkrieges behandeln und versuchen beiden Seiten gerecht zu werden. Sein älteres Ich wird 1935 aus der Entzugsklinik entlassen und reist an den Ort seines früheren Schaffens.

## Besetzung und Synchronisation
| Rollenname                   | Schauspieler     | Bild             | Staffel(n) | Folge(n) | Synchronsprecher  |
| ---------------------------- | ---------------- | ---------------- | ---------- | -------- | ----------------- |
| junger Dr. Vladimir Bomgard  | Daniel Radcliffe | Daniel Radcliffe | 1–2        | 1–8      | Nico Sablik       |
| älterer Dr. Vladimir Bomgard | Jon Hamm         | Jon Hamm         | 1–2        | 1–8      | Sascha Rotermund  |
| Feldscher                    | Adam Godley      |                  | 1–2        | 1–8      | Marcus Off        |
| Pelageya                     | Rosie Cavaliero  |                  | 1–2        | 1–8      | Antje von der Ahe |
| Anna                         | Vicki Pepperdine |                  | 1–2        | 1–8      | Silke Matthias    |

## Ausstrahlung
Vereinigtes Königreich
Die erste Staffel der Serie, welche aus vier Folgen besteht, wurde zwischen dem 6. und dem 27. Dezember 2012 ausgestrahlt. Im Juli 2013 erfolgte die Verlängerung um eine zweite Staffel, die vom 21. November bis zum 12. Dezember 2013 auf Sky Arts ausgestrahlt wurde.
Deutschland
Nachdem die RTL Group die Ausstrahlungsrechte bereits im Februar 2013 erworben hatte, strahlte diese die erste Staffel der Serie am 16. und am 23. Januar 2014 auf dem Pay-TV-Sender Passion in Doppelfolgen aus. Die Ausstrahlung der zweiten Staffel erfolgte am 5. und 12. Februar 2015 auf RTL Passion.
Ab dem 3. Juni 2014 stellte das Online-Videoportal MyVideo jeweils eine Folge der ersten Staffel jeden Montag zum Abruf (Stream) zur Verfügung.
Vom 1. Oktober 2020 bis 14. Juni 2021 waren sowohl die erste als auch die zweite Staffel in der Arte-Mediathek auf Englisch mit deutschen oder französischen Untertiteln oder auf Deutsch verfügbar.
Am 10. März 2023 feierte die zweite Staffel ihre Deutschlandpremiere im linearen Fernsehen auf dem ARD-Spartensender ONE. Danach standen beide Staffeln in der ARD-Mediathek zum Streaming bereit.

## Episodenliste

### Staffel 1
| Nr. (ges.) | Nr. (St.) | Deutscher Titel | Originaltitel | Erstausstrahlung UK | Deutschsprachige Erstausstrahlung (D) |
| ---------- | --------- | --------------- | ------------- | ------------------- | ------------------------------------- |
| 1          | 1         | Folge 1         | Episode 1     | 6. Dez. 2012        | 16. Jan. 2014                         |
| 2          | 2         | Folge 2         | Episode 2     | 13. Dez. 2012       | 16. Jan. 2014                         |
| 3          | 3         | Folge 3         | Episode 3     | 20. Dez. 2012       | 23. Jan. 2014                         |
| 4          | 4         | Folge 4         | Episode 4     | 27. Dez. 2012       | 23. Jan. 2014                         |

### Staffel 2
| Nr. (ges.) | Nr. (St.) | Deutscher Titel | Originaltitel | Erstausstrahlung UK | Deutschsprachige Erstausstrahlung (D) |
| ---------- | --------- | --------------- | ------------- | ------------------- | ------------------------------------- |
| 5          | 1         | Folge 5         | Episode 1     | 21. Nov. 2013       | 5. Feb. 2015                          |
| 6          | 2         | Folge 6         | Episode 2     | 28. Nov. 2013       | 5. Feb. 2015                          |
| 7          | 3         | Folge 7         | Episode 3     | 5. Dez. 2013        | 12. Feb. 2015                         |
| 8          | 4         | Folge 8         | Episode 4     | 12. Dez. 2013       | 12. Feb. 2015                         |